# Flugplatz Bangassou

i7
i11
i13
Der Flugplatz Bangassou (französisch Aérodrome de Bangassou, IATA-Code: BGU, ICAO-Code: FEFG) ist der Flugplatz von Bangassou, der Hauptstadt der Präfektur Mbomou im Süden der Zentralafrikanischen Republik.
Der Flugplatz liegt 6 km nordwestlich des Stadtzentrums auf einer Höhe von 520 m an der Straße in Richtung Bakouma. Seine Start- und Landebahn ist nicht asphaltiert und verfügt über keine Befeuerung. Der Flughafen ist nachts geschlossen und verfügt über keine regulären Passagierverbindungen, er kann nur auf Anfrage angeflogen werden.  Er hat jedoch eine hohe Bedeutung für die Nichtregierungsorganisationen vor Ort.